# Municipio de Hayland (Dakota del Norte)
El municipio de Hayland (en inglés: Hayland Township) es un municipio ubicado en el condado de Divide en el estado estadounidense de Dakota del Norte. En el año 2010 tenía una población de 21 habitantes y una densidad poblacional de 0,23 personas por km².

## Geografía
El municipio de Hayland se encuentra ubicado en las coordenadas 48°41′21″N 103°4′39″O / 48.68917, -103.07750. Según la Oficina del Censo de los Estados Unidos, el municipio tiene una superficie total de 93.11 km², de la cual 90,84 km² corresponden a tierra firme y (2,43 %) 2,27 km² es agua.

## Demografía
Según el censo de 2010, había 21 personas residiendo en el municipio de Hayland. La densidad de población era de 0,23 hab./km². De los 21 habitantes, el municipio de Hayland estaba compuesto por el 95,24 % blancos, el 4,76 % eran amerindios. Del total de la población el 4,76 % eran hispanos o latinos de cualquier raza.